# Roman Julievich Roshevitz
Roman Julievich Roshevitz (ryska: Роман Юльевич Рожевиц), född 1882 i Sankt Petesburg, död där 1949, var en rysk (sovjetisk) botaniker, upptäcktsresande och agrostolog.
Auktorsnamnet Roshev. kan användas för Roman Julievich Roshevitz i samband med ett vetenskapligt namn inom botaniken; se Wikipediaartiklar som länkar till auktorsnamnet.